# Richard Barnes Mason
Richard Barnes Mason (16 janvier 1797 – 25 juillet 1850) est un général de carrière dans l'United States Army et devient le cinquième gouverneur militaire de Californie quelques mois avant que ce dernier ne devienne un État des États-Unis.

## Jeunesse
Richard Barnes Mason est né le 16 janvier 1797 dans le comté de Fairfax (en Virginie), de l'union de George Mason V et d'Elizabeth Mary Ann Barnes Hooe, mariés le 22 avril 1784. Son grand-père paternel est un George Mason, l'un des pères fondateurs. Richard Barnes Mason hérite d'un domaine considérable, constitué principalement de terres, d'hommes et de femmes réduits en esclavage. À la mort de son père, lui et ses frères et sœurs se disputaient fréquemment sur le partage de la succession et les bénéfices tirés de la vente d'esclaves. En 1823, Richard se plaignit à son frère George en disant : "Je souhaiterais que tu fasses des efforts pour me payer pour Tom Clarke [un homme asservi que la famille a vendu]. Cela fait maintenant six ans que tu l'as vendu, et je n'ai pas encore reçu un centime. Il n'est pas juste que toi, qui as hérité de la moitié de la fortune de notre père, me prives, moi qui n'ai rien eu, de ce qui m'est si justement dû." Comme tant d'autres esclavagistes virginiens, la richesse de Mason dépendait fortement du travail et du corps des personnes qu'il tenait comme esclaves.

## Carrière militaire
Mason est commissionné dans l'armée en 1817 et fut stationné dans la vallée du Mississippi et la région des Grands Lacs. Pendant son service, il spéculait fréquemment sur les terres et écrivait à sa famille et à ses amis pour leur donner des conseils sur les endroits où ils pouvaient faire fortune en spéculant sur les terres et en s'installant avec les esclaves qu'ils possédaient. En 1820, il dit à son frère de "conseiller Gérard par tous les moyens de vendre sa propriété foncière et de déménager avec ses Noirs au Kentucky ou au Missouri." Barnes se plaignait fréquemment à ses frères et sœurs de son faible salaire et les implorait de lui envoyer de l'argent ou ses "nègres" pour qu'il puisse les faire travailler au Kentucky.
Il sert dans le 1er régiment d'Infanterie des États-Unis pendant la guerre de Black Hawk. En 1833, il est transféré le 1er régiment de dragons en tant que premier major. Il est promu lieutenant-colonel en 1836. Pendant la guerre américano-mexicaine, il sert dans le territoire du Nouveau-Mexique et en Californie, atteignant le grade de colonel en 1846.
Après la guerre, il est nommé gouverneur militaire de Californie, servant du 31 mai 1847 au 13 avril 1849. Lorsque de l'or fut découvert à Sutter's Mill, Mason rédigea un rapport de la découverte pour le président James K. Polk. On attribue à cette description officielle de la découverte massive d'or le déclenchement de la ruée vers l'or en Californie, entraînant la colonisation du territoire.
Mason meurt en 1850 à Jefferson Barracks à Saint-Louis, au Missouri, et fut enterré au cimetière Bellefontaine,.
Dans le recensement fédéral américain de 1850 pour Jefferson Barracks, comté de St. Louis, Missouri, daté du 18 août 1850, l'annotation suivante se trouve au bas de la troisième page : « Le général de brigade Mason est mort à Jefferson Barracks en juillet 1849 du choléra. Cependant, le St. Louis Intelligencer a rapporté la mort du général le samedi 27 juillet 1850 (p. 3, cols. 1, 4.).

## Hommage
En 1882, le poste de Point San Jose à San Francisco, en Californie, est rebaptisé Fort Mason en son honneur et servit de base militaire pendant plus d'un siècle.

## Mariage et descendance
Mason épouse Elizabeth Margaret Hunter le 28 janvier 1836. Ils eurent trois filles:
- Emma Twiggs Mason Wheaton (17 octobre 1836 – 16 février 1864)
- Elizabeth Mary Ann Sally Mason (20 août 1838 – 19 novembre 1912)
- Alice Graham Mason (vers 1843 – 10 février 1847)